# Endesa
Endesa, S. A., fundada como Empresa Nacional de Electricidad, S. A., es una empresa española que opera en los sectores eléctrico y gasístico. Actualmente es propiedad en un 70 % de la eléctrica italiana Enel –cuyo principal accionista es a su vez el Estado italiano–, estando el resto en manos de inversores y accionistas privados.
Endesa es una de las tres grandes compañías del sector eléctrico en España, que junto a Iberdrola y Naturgy dominaban en torno al 80 % del mercado eléctrico nacional en 2023. Endesa desarrolla actividades de generación, distribución y comercialización de electricidad y gas natural.
En 2021 fue la segunda empresa que emitió más toneladas equivalentes de CO2 en España con 9,3 Mt. Endesa anunció que dejará todo su negocio de gas natural en el horizonte de 2040, dentro de la nueva estrategia de descarbonización lanzada por Enel, su matriz, que incluye un adelanto de una década en su objetivo de ser una compañía cero emisiones, de 2050 a 2040.

## Historia

### Fundación
Fue fundada por el Instituto Nacional de Industria (INI) el 18 de noviembre de 1944, bajo el nombre de Empresa Nacional de Electricidad, SA, con el objetivo de controlar un sector considerado estratégico como el energético, mediante una empresa pública, al igual que empresas de otros sectores como los astilleros AESA o Bazán, la aerolínea Iberia o la automovilística SEAT. 
Compostilla I fue su primera planta de producción, cuya construcción comenzó en 1945, siendo inaugurada en Ponferrada, capital de la comarca leonesa de El Bierzo, el 28 de julio de 1949. El lugar elegido para la central, sufragada con fondos públicos, priorizó la cercanía a las canteras de carbón nacional, ya que suponía abaratar de forma considerable la cadena de suministro para la central eléctrica, en un momento en que España vivía bloqueada tras la Guerra Civil. Fue una central termoeléctrica diseñada para reducir la dependencia que hasta entonces había de la energía hidráulica en España. En 1965 se inauguró en el municipio limítrofe de Cubillos del Sil, la central Compostilla II, que sustituyó a Compostilla I en 1972.
En febrero de 1972, por acuerdo del Consejo de Ministros, Endesa pasó a explotar los yacimientos carboníferos que la Empresa Nacional Calvo Sotelo poseía en Puentes de García Rodríguez (La Coruña) y Andorra (Teruel), así como las centrales térmicas que operaba; ese mismo año la compañía se fusiona con Hidrogalicia. En esa época también pasó a operar la línea Andorra-Escatrón, un ferrocarril que había construido ENCASO en la década de 1950 para trasladar el combustible fósil con el que alimentar la central térmica de Escatrón.
Al tiempo que Endesa comenzaba su actuación en Ponferrada, se hizo notar la escasez de energía eléctrica en puntos concretos del país, sin posible solución a corto plazo. En aquel momento, se pensó que la implantación de centrales móviles podría solucionar unas situaciones de emergencia que se presentaron muchas veces en el sistema eléctrico español. Para todo ello, Endesa compró diez unidades móviles para atender situaciones críticas con el suministro eléctrico en Sevilla, Barcelona, Cartagena, Asturias y Mallorca. Nacieron así los denominados “Bomberos de la Electricidad”.
A partir de estas primeras actuaciones, Endesa fue incrementando progresivamente su potencia instalada mediante la construcción de un elevado número de centrales eléctricas a lo largo de la geografía nacional. Posteriormente, en los años 1980 y 1990, inició sus actividades de distribución y venta de electricidad mediante la adquisición en diversas empresas públicas y privadas.
En 1988, bajo el Gobierno de Felipe González, PSOE, comenzó la privatización de la compañía, con un lanzamiento inicial a Bolsa del 18 %. 
Durante los años siguientes, tres OPVs completaron su privatización: en 1994, 1997 y 1998 (estas dos últimas ya bajo el mandato de José María Aznar-PP).
1991 es un año de expansión a nivel nacional. Adquire el 87,6 % de Electra del Viesgo y el 24,9 % de Nansa. Ese mismo año adquiere el 40 % de Fecsa, 33,5 % de Sevillana de Electricidad participaciones que son ampliadas, en ambas compañías, hasta el 75 % en 1994.
En 1992 Endesa inicia su expansión internacional en Iberoamérica
En el año 1998 se crea «Endesa Energía», la comercializadora de Endesa que gestiona los clientes en el mercado de electricidad y gas natural. En 2003 se concluye la privatización completa de la compañía. Desde 2009 y tras sucesivos intentos de OPAs de diferentes compañías, el 70 % de su capital pertenece a la compañía energética estatal italiana Enel, a través de Enel Energy Europe.
En 2017, Endesa crea una filial, Endesa X, para promover la oferta de energías renovables y facilitar a los usuarios la transición energética. Entre sus objetivos figura la instalación de 8500 puntos de recarga públicos de vehículos eléctricos en España en 2023, con una inversión de 65 millones de euros. A lo largo de 2020 se instalarán los primeros 2000 puntos de recarga.

### Cronología
1944: El 18 de noviembre, se crea Endesa a través del Instituto Nacional de Industria (INI).
1945: En Ponferrada, capital de la comarca de El Bierzo, se inicia la construcción de la Central Térmica de Compostilla, siendo inaugurada el 28 de julio de 1949. El primer grupo de producción de la central, que se irá ampliando en años posteriores, se pone en marcha en 1957. En 1972, su primera térmica Compostilla I, fue sustituida por Compostilla II, situada en el municipio limítrofe de Cubillos del Sil.
1972: Fusión con Hidrogalicia. A lo largo de esta década y la siguiente, la compañía adquiere distintas explotaciones mineras en diversos puntos de España (Puentes de García Rodríguez, en La Coruña; Andorra, en Teruel). A la vez, afianza su parque generador con la construcción y puesta en marcha de las centrales térmicas de Puentes de García Rodríguez, en La Coruña; Andorra y Escatrón, en Teruel y Zaragoza respectivamente; y Litoral de Almería, en Almería. Asimismo, pone en funcionamiento los grupos diésel de Ceuta y Melilla, además del grupo II de la central nuclear de Ascó, en Tarragona.
1983: Constitución del Grupo Endesa con la adquisición de las acciones propiedad del entonces Instituto Nacional de Industria (INI) en las compañías Enher, GESA, Unelco y Encasur. Posteriormente en ese mismo año, Eléctricas Reunidas de Zaragoza (ERZ) se incorpora también al Grupo Endesa.
1985: Por legislación europea, Endesa separa sus actividades de distribución de alta y media tensión (Operadora del transporte del sistema), creándose Red Eléctrica de España.
1988: Arranca su proceso de privatización con una Oferta Pública de Venta (OPV) que reduce la participación del Estado en la Compañía al 75,6 por ciento. Este mismo año la compañía cotiza en la Bolsa de Nueva York por primera vez.
1991: Adquisición del 87,6 por ciento de Electra de Viesgo; 40 por ciento de Fecsa; 33,5 por ciento de Sevillana de Electricidad, y 24,9 por ciento de Saltos del Nansa.
1992: Adquisición del 61,9 por ciento de Carboex y entrada en el capital de dos empresas argentinas.
1993: Adquisición del 55 por ciento de la sociedad Hidroeléctrica de Cataluña (Hecsa) y toma de participación en la compañía portuguesa Tejo Energía.
1994: El Estado vende un segundo paquete de Endesa, reduciendo su participación al 66,89 % capital. En este año se constituyen, con participación de Endesa, la Compañía Peruana de Electricidad y Distrilima y la empresa adquiere el 11,78 % del capital de la Sociedad General de Aguas de Barcelona (Agbar).
1996: Ampliación de la participación hasta el 75 por ciento del capital en Fecsa y Sevillana de Electricidad.
1997: OPV del 25 por ciento del capital de Endesa. La compañía entra a participar en el grupo energético latinoamericano Enersis, del que posteriormente se convierte en accionista de control. La suma de sus participaciones directas y de las que posee a través de Enersis la convierte en la mayor empresa eléctrica de Chile, Argentina, Perú y Colombia y con fuerte presencia en Brasil. Adjudicación del segundo operador de telefonía fija español, Retevisión, al consorcio liderado por Endesa.
1998: OPV del 33 por ciento del capital de Endesa, última participación del Estado. Desaparece la Empresa Nacional de Electricidad como Sociedad Estatal y pasa a ser una empresa privada con el simple nombre de Endesa. Este paso se correspondería con la directiva europea que establecía para el año 2000 que todos los miembros de la UE debían tener como mínimo un 30% de su mercado liberalizado. 
2000: Comienza la cotización de las acciones de Endesa en la Bolsa “Off Shore” de Santiago de Chile y adquiere a LEAP Wireless International la compañía de telefonía móvil Smartcom PCS ingresando al mercado de las telecomunicaciones en Chile.
2001: Endesa crea la figura del Defensor del Cliente.
2002: La Compañía es seleccionada para incorporarse, con la mejor calificación entre las empresas de su sector, al índice Dow Jones Sustainability World Index (DJSI Word) y renueva su presencia en el Dow Jones Stoxx Sustainability Index (DJSI Stoxx) europeo. Endesa y la portuguesa Sonae constituyen una empresa mixta para comercializar electricidad en Portugal.
2003: El Consejo de Administración de Endesa aprueba el Reglamento Interno de Conducta en los Mercados de Valores.
2005: Endesa abandona su actividad en el sector de las telecomunicaciones -considerado no estratégico-, tras la venta de su filial chilena de telefonía móvil, Smartcom PCS, a la operadora mexicana América Móvil, y la venta de la mayoría de su participación en el grupo Auna. Al mismo tiempo, ha ido unificando bajo una sola marca las empresas mediante las que prestaba sus servicios en las distintas regiones de España. Tras las desinversiones en el sector de las telecomunicaciones, Endesa dividió sus actividades en dos grandes áreas de negocio: energía -donde se agrupan los activos eléctricos, los relacionados con el gas, cogeneración, energías renovables, medio ambiente y agua- y transmisión de voz y datos a través de la todavía incipiente tecnología Power Line Communications (PLC). En septiembre fue objeto de una OPA hostil por parte de Gas Natural sobre la totalidad del capital, que suscitó gran polémica política y empresarial.
2006: El 3 de febrero el gobierno español aprueba la OPA con algunas condiciones, por entender que no plantea problemas de competencia y que favorecerá la posición española en el sector de la energía. El 21 de febrero Endesa recibe una contra-OPA, esta vez amistosa, de E.ON, una importante empresa alemana del sector energético. A diferencia de la otra OPA, la empresa alemana asegura que no habrá expedientes de regulación y sí que habrá inversiones en el sector eléctrico español. El día 22, la empresa italiana ENEL se ofreció a ayudar a Gas Natural si decidía relanzar su OPA. El 26 de septiembre Acciona adquiere el 10 por ciento del capital social de Endesa. El 16 de noviembre la Comisión Nacional del Mercado de Valores (CNMV) autoriza la OPA de E.ON sobre el cien por cien del capital social de Endesa.
2007: El 10 de enero Acciona comunica a la CNMV que su participación total en el capital de Endesa asciende al 23,03 por ciento. El 26 de enero se inicia el plazo de aceptación de la OPA de E.ON sobre el cien por cien del capital de Endesa. El 1 de febrero Gas Natural desiste de su OPA por el 100 % del capital social de Endesa. El 27 de febrero Enel adquiere una participación del 9,993 por ciento en el capital social de Endesa. El 12 de marzo Enel comunica que el número total de acciones de Endesa que tiene contratado a través de "equity swaps" supone un 14,98 %, con lo que su participación directa e indirecta en el capital de la compañía asciende al 24,973 por ciento. El 10 de abril la OPA de E.ON se cierra con resultado negativo al haber alcanzado únicamente un 6,01 por ciento de aceptación y no haber renunciado el oferente a la condición de que su oferta fuera aceptada por, al menos, el 50,01 por ciento del capital social de Endesa. El 5 de octubre la Comisión Nacional del Mercado de Valores comunica el resultado final con éxito de la OPA formulada por Acciona y Enel Energy Europe sobre Endesa. El 18 de octubre, el Consejo de Administración de Endesa adopta los acuerdos necesarios para adaptar su composición a la estructura de propiedad derivada de la culminación con éxito de la OPA de Acciona y Enel.
2008: El 27 de marzo ENEL y Acciona alcanzan un acuerdo con E.On sobre el valor de los activos que se han de transmitir a esta última como consecuencia del un pacto firmado en abril de 2007 por las tres sociedades mencionadas. El valor asciende a 11 500 millones de euros.
2009: Finalmente, el 21 de febrero, Enel adquirió por 11 107 millones de € el 25 % de las acciones de Endesa, que estaban en manos de la constructora Acciona, y se hizo con el control del 92,06 % de la compañía. En el marco del acuerdo, Endesa conviene en vender a Acciona determinados activos de generación eólica e hidráulica. El 24 de marzo el Consejo de Administración de Endesa nombra a Borja Prado Eulate presidente de la Compañía.
2014: Endesa designa nuevo consejero y vicepresidente del consejo al actual consejero delegado de Enel, Francesco Starace, en sustitución de Fulvio Conti. Starace ya había sustituido a Conti como primer ejecutivo de ENEL.
En septiembre, Endesa aprobó la venta a Enel de su participación en la chilena Enersis, a través de la que controlaba los activos en Latinoamérica, y el reparto de dos dividendos extraordinarios por un valor histórico de 14 605 millones de euros. Estas operaciones se inscriben en el proceso de reestructuración de la compañía, cuyo negocio se centrará ahora en España y Portugal. Enel se hizo con el 60% que poseía Endesa en Enersis mediante la adquisición de Endesa Latinoamérica, propietaria del 40% de la chilena, y del 20% de las acciones restantes controladas directamente por la eléctrica española.
En noviembre, se produjo una OPV en la que Enel vendió un 22% del capital de Endesa, reduciendo su participación del 92% al 70%.
2016: En enero Endesa presenta un nuevo logotipo. El 27 de julio de 2016 Endesa anuncia la compra a la empresa italiana Enel, del 60% de Enel Green Power España, por 1207 millones de euros, haciéndose así propietaria de total del paquete accionario.
2017: El 5 de junio, Endesa crea una filial, Endesa X, para extender la movilidad eléctrica y liderar la transición energética en España con vistas a la total descarbonización europea en 2050. Su objetivo, es facilitar a los consumidores finales el acceso a las nuevas energías renovables y una mayor eficiencia en el consumo.
2019: El 12 de abril el consejo de Endesa aprueba el nombramiento de Juan Sánchez-Calero como nuevo presidente.

### OPA de Enel sobre Endesa
La primera tentativa de fusión de la compañía se produjo en 2001, donde Endesa e Iberdrola llevaron a cabo un intento fallido de fusión, y a finales de 2002, Gas Natural intentó una operación similar al tratar de hacerse con el control de Iberdrola mediante una OPA hostil. La maniobra, valorada en 15 000 millones de euros, fue rechazada por cuestiones regulatorias a principios de 2003.
La primera oferta pública de adquisición de acciones (OPA), sobre Endesa, se produce en septiembre de 2005 por Gas Natural. Meses más tarde, en febrero de 2006, la eléctrica alemana E.ON realizaba una contra-OPA sobre Endesa, mejorando la anterior oferta en un 30%. La directiva presidida por Manuel Pizarro rechazó ambas ofertas y apostó por su propio proyecto.
En febrero de 2007, la eléctrica estatal italiana Enel, entra de lleno en la pugna por hacerse con Endesa y desembarca en su accionariado adquiriendo un 10% de la compañía, manifestando su intención de ampliarlo. A finales de marzo de 2007, E.ON sitúa su oferta en 40 euros por acción, mientras que la italiana Enel, incrementó su porcentaje en el accionariado hasta el 25%. La compañía española multisectorial Acciona, que posee el 21% de Endesa, firma un acuerdo con Enel el 26 de marzo de 2007, en el que se comprometen a lanzar una opa conjunta con un precio mínimo de 41 euros por acción. El 46% del accionariado de Endesa, controlado en ese momento entre Enel y Acciona, provoca que 2 de abril de 2007, se produzca el acuerdo que pone fin al intento de OPA de la eléctrica alemana. E.ON retira su oferta de adquisición pública sobre Endesa, a cambio de obtener activos de la compañía en varios países de Europa y obtener el control de Viesgo, la quinta eléctrica española, que en ese momento es propiedad de Enel. Por otra parte el 11 de abril de 2007, Enel y Acciona lanzan la OPA sobre el accionariado de Endesa, a 41,3 euros por acción, culminada el 5 de octubre de 2007, al hacerse conjuntamente con el 92% del capital de Endesa. Finalmente en febrero de 2009, Acciona vendió su participación del 25% en Endesa a Enel, convirtiendo a la compañía estatal italiana, en titular de en torno al 90% del accionariado.
En noviembre de 2014 Enel pone a la venta el 22% del capital de la compañía a través de una OPV dirigida a inversor minorista e inversor institucional. Tras esta oferta pública de venta de acciones su presencia en el capital social de Endesa pasa del 92,06% al 70,14%.

## Actividades
Endesa actúa en diversos mercados mayoristas de electricidad europeos para optimizar sus posiciones fuera del mercado ibérico, disponer del suministro necesario para dar cobertura a los contratos con sus clientes europeos y optimizar la gestión de la cartera de generación a través de la interconexión Francia-España. Además, Endesa es un operador relevante en el sector del gas natural y desarrolla otros servicios relacionados con la energía.

### España y Portugal
La generación de electricidad de Endesa en España y Portugal en 2024 fue de 59 780 GWh
A 31 de diciembre de 2024, Endesa tenía un total de 10,21 millones de clientes (puntos de suministro) en España y Portugal. 3,54 millones en el mercado regulado y 6,67 millones en el liberalizado.
En cuanto a gas natural, el volumen total de gas comercializado en el ejercicio de 2024 ascendió a 62 170 GWh y el número de clientes en el mercado convencional estaba integrado por más de 1,77 millones de puntos de suministro.

Distribuidoras más importantes. Son las empresas que mantienen las redes de transporte y distribución en cada zona:
e-distribución (Endesa)
i-DE (Iberdrola)
Unión Fenosa (Naturgy)
Redes (EDP)
Viesgo (Repsol)

En España, tras una denuncia de la OCU en 2018, la CNMC obliga a las compañías eléctricas a operar en el mercado regulado bajo otro nombre y otro logo distinto al del mercado libre. De esta manera, Endesa opera en el mercado regulado bajo el nombre de Energía XXI.
En cuanto a la distribución, los clientes no eligen su compañía eléctrica, sino que el mantenimiento de la red lo realiza una determinada empresa en cada zona de España. e-distribución es la distribuidora de Endesa y mantiene la red total o parcialmente en 27 provincias españolas de diez comunidades autónomas: Cataluña, Andalucía, Baleares, Canarias, Aragón, Extremadura, Castilla y León, Navarra, Comunidad Valenciana y Galicia. En total, 316 506 km en redes de distribución y transporte y 131 090 GWh de energía distribuida en 2021.
En 2022, Endesa ganó el concurso de transición de la central de carbón de Pego en Abrantes a un proyecto renovable (eólico y solar). Eventualmente contaría con la batería más grande de Europa, operando con una capacidad de hasta 365 Megavatios de energía solar y 264 Megavatios de energía eólica. La inversión totalizará 600 millones de euros.

### Enel Green Power España
En julio de 2016 Endesa compra a su matriz Enel el 60% de Enel Green Power España. La compañía se dedica a la producción de energía renovable mediante generadores eólicos, hidráulicos, solares y de biomasa. 
A principios de 2020 gestiona casi 266 centrales de origen renovable con una capacidad instalada de 6,55 GW.
Sin embargo, a finales de 2020 Enel Green Power España ha conseguido finalizar la construcción y conectar a la red 389 MW. Esta capacidad se distribuye en doce nuevos proyectos (6 nuevos parques solares fotovoltaicos y 6 nuevos parques eólicos).
Estos últimos proyectos están repartidos en las provincias de Aragón, Andalucía, Extremadura, Castilla-La Mancha y Baleares, representando una producción anual de 911 GWh, evitando así una emisión a la atmósfera de más de 424 228 toneladas de CO2 a 1 año.
A finales de 2021 Enel Green Power España cuenta con 293 centrales de producción eléctrica renovable y una capacidad total de 8,9 GW.

#### Centrales en España
| Carbón                                                           | Fuel-Gas/Diésel                         | Ciclo combinado                                 | Nuclear                                                 | Hidroeléctrica                                     | Solar                                                 | Eólica                                        |
| ---------------------------------------------------------------- | --------------------------------------- | ----------------------------------------------- | ------------------------------------------------------- | -------------------------------------------------- | ----------------------------------------------------- | --------------------------------------------- |
|                                                                  |                                         | Central de ciclo combinado de San Roque         | Central nuclear de Ascó                                 | Unidad de producción hidroeléctrica Noroeste       | Planta solar fotovoltaica de Totana                   | Parque eólico de Los Arcos                    |
| Central térmica de Puentes de García Rodríguez (cerrada en 2020) | Central térmica de Mahón                | Central térmica Besós V                         | Central nuclear de Vandellós                            | Unidad de producción hidroeléctrica Ebro-Pirineos  | Planta solar fotovoltaica de Coriscada                | Parques eólico de Paradela                    |
| Central térmica Compostilla II (cerrada en 2020)                 | Central térmica de Ibiza                | Central térmica Cristóbal Colón                 | Central nuclear Santa María de Garoña (cerrada en 2013) | Unidad de producción hidroeléctrica Sur            | Planta solar fotovoltaica Valdecaballeros Euder       | Parques eólico de Serra das Penas             |
| Central térmica Litoral de Almería (cerrada en 2020)             | Central térmica de Jinámar              | Central térmica de Son Reus                     | Central nuclear de Almaraz                              | Central hidroeléctrica El Carpio                   | Planta solar fotovoltaica Valdecaballeros Ingenostrum | Parque eólico El Campo                        |
| Central térmica de Andorra (cerrada en 2020)                     | Central térmica de Barranco de Tirajana | Central térmica de Cas Tresorer                 | Central nuclear de Trillo                               | Central hidroeléctrica de Iznajar                  | Planta solar fotovoltaica de Los Barrios              | Planta eólica La Estanca                      |
|                                                                  | Central térmica de Caletillas           | Central térmica de Ciclo combinado de As Pontes |                                                         | Central hidroeléctrica de Guillena                 | Planta solar fotovoltaica Aznalcóllar                 | Parque eólico Loma Gorda                      |
|                                                                  | Central térmica de Granadilla           |                                                 |                                                         | Central hidroeléctrica Mengibar                    | Planta solar fotovoltaica de Alicante                 | Parque eólico Santo Domingo de Luna           |
|                                                                  | Central térmica de Punta Grande         |                                                 |                                                         | Central hidroeléctrica La Rocha                    | Planta solar fotovoltaica Apicio                      | Parque eólico Reformado de Pena Ventosa       |
|                                                                  | Central térmica El Palmar               |                                                 |                                                         | Central hidroeléctrica San Augusto                 | Planta solar fotovoltaica Augusto                     | Planta eólica de Campoliva I                  |
|                                                                  | Central térmica de Llanos Blancos       |                                                 |                                                         | Central hidroeléctrica Molino de Arriba- Peralejos | Planta solar fotovoltaica Las Corchas                 | Planta eólica de Sierra Costera I             |
|                                                                  | Central térmica Los Guinchos            |                                                 |                                                         | Central hidroeléctrica Quereño                     | Planta solar fotovoltaica Los Naranjos                | Parque eólico de Motilla del Palancar         |
|                                                                  | Central diésel de Melilla               |                                                 |                                                         | Central hidroeléctrica de Flix                     | Planta solar fotovoltaica CF Alicante                 | Parque eólico de Muniesa                      |
|                                                                  | Central diésel de Ceuta                 |                                                 |                                                         | Central hidroeléctrica de Susqueda                 | Planta solar fotovoltaica Tajo de la Encantada        | Parque eólico de Fuendetodos                  |
|                                                                  | Central térmica de Las Salinas          |                                                 |                                                         | Central hidroeléctrica de Camarasa                 | Planta solar fotovoltaica La Vega I y II              | Planta eólica de Les Forques                  |
|                                                                  |                                         |                                                 |                                                         | Central hidroeléctrica de Anllo                    | Planta solar Ardilla                                  | Parque eólico Acampo                          |
|                                                                  |                                         |                                                 |                                                         | Central hidroeléctrica de Arroibar                 | Planta solar Beturia                                  | Parque eólico Ágreda                          |
|                                                                  |                                         |                                                 |                                                         | Central hidroeléctrica de Castadón-Hervedoiro      | Planta solar Cincinato                                | Parque eólico Aguillón                        |
|                                                                  |                                         |                                                 |                                                         | Central hidroeléctrica de Castro                   | Planta solar Doblón                                   | Parque eólico Aldeavieja                      |
|                                                                  |                                         |                                                 |                                                         | Central hidroeléctrica de Fervenzas-Coiro          | Planta solar Don Quijote                              | Parque eólico Allueva                         |
|                                                                  |                                         |                                                 |                                                         | Central hidroeléctrica de Graus                    | Planta solar Castelo                                  | Parque eólico Alto de las Casillas I y II     |
|                                                                  |                                         |                                                 |                                                         | Central hidroeléctrica de Ízbor                    | Planta solar Castiblanco                              | Parque eólico Barbanza                        |
|                                                                  |                                         |                                                 |                                                         | Central hidroeléctrica de La Castellana            | Planta solar Hernán Cortés                            | Parque eólico Sierra del Cortado y Ampliación |
|                                                                  |                                         |                                                 |                                                         | Central hidroeléctrica de Mandeo-Zarzo             | Planta solar Navalvillar                              | Parque eólico Los Llanos y Ampliación         |
|                                                                  |                                         |                                                 |                                                         | Central hidroeléctrica de Molinaferrera-Cabrito    | Planta solar Bertobriga                               | Parque eólico Angosturas                      |
|                                                                  |                                         |                                                 |                                                         | Central hidroeléctrica de Moria                    | Planta solar Puerta Palmas                            | Parque eólico Aragón                          |
|                                                                  |                                         |                                                 |                                                         | Central hidroeléctrica de Pé da Viña               | Planta solar San Antonio                              | Parque eólico Belmonte                        |
|                                                                  |                                         |                                                 |                                                         | Central hidroeléctrica de Requeixo (As Chas)       | Planta solar Tico                                     | Parque eólico Caldereros                      |
|                                                                  |                                         |                                                 |                                                         | Central hidroeléctrica de Rosarito                 | Planta solar Torrepalma                               | Parque eólico Campoliva I y II                |
|                                                                  |                                         |                                                 |                                                         | Central hidroeléctrica de San Juan de Muro         | Planta solar Veracruz                                 | Parque eólico Cantiruela                      |
|                                                                  |                                         |                                                 |                                                         | Central hidroeléctrica de Viella                   | Planta solar Zurbarán                                 | Parque eólico Cañaseca                        |
|                                                                  |                                         |                                                 |                                                         | Central hidroeléctrica de Villameca                | Planta solar Sacaseta                                 | Parque eólico Capelada I y II                 |
|                                                                  |                                         |                                                 |                                                         |                                                    | Planta solar Biniatria                                | Parque eólico Careón                          |
|                                                                  |                                         |                                                 |                                                         |                                                    | Planta solar Gorona del viento                        | Parque eólico Cogollos II                     |
|                                                                  |                                         |                                                 |                                                         |                                                    |                                                       | Parque eólico Coriscada                       |
|                                                                  |                                         |                                                 |                                                         |                                                    |                                                       | Parque eólico Corzán                          |
|                                                                  |                                         |                                                 |                                                         |                                                    |                                                       | Parque eólico Couto San Sebastián             |
|                                                                  |                                         |                                                 |                                                         |                                                    |                                                       | Parque eólico Dehesa de Mallen                |
|                                                                  |                                         |                                                 |                                                         |                                                    |                                                       | Parque eólico Do Villán                       |
|                                                                  |                                         |                                                 |                                                         |                                                    |                                                       | Parque eólico Eee                             |
|                                                                  |                                         |                                                 |                                                         |                                                    |                                                       | Parque eólico El Puerto-Trinidad              |
|                                                                  |                                         |                                                 |                                                         |                                                    |                                                       | Parque eólico Feladoira-Coto Tixido           |
|                                                                  |                                         |                                                 |                                                         |                                                    |                                                       | Parque eólico Farlan                          |
|                                                                  |                                         |                                                 |                                                         |                                                    |                                                       | Parque eólico Farrapa                         |
|                                                                  |                                         |                                                 |                                                         |                                                    |                                                       | Parque eólico Gigantes                        |
|                                                                  |                                         |                                                 |                                                         |                                                    |                                                       | Parque eólico Granujales                      |
|                                                                  |                                         |                                                 |                                                         |                                                    |                                                       | Parque eólico La Muela II y III               |
|                                                                  |                                         |                                                 |                                                         |                                                    |                                                       | Parque eólico Lanchal                         |
|                                                                  |                                         |                                                 |                                                         |                                                    |                                                       | Parque eólico Las Pardas                      |
|                                                                  |                                         |                                                 |                                                         |                                                    |                                                       | Parque eólico Los Lances                      |
|                                                                  |                                         |                                                 |                                                         |                                                    |                                                       | Parque eólico Madroñales                      |
|                                                                  |                                         |                                                 |                                                         |                                                    |                                                       | Parque eólico Montargull                      |
|                                                                  |                                         |                                                 |                                                         |                                                    |                                                       | Parque eólico Monte de las Navas              |
|                                                                  |                                         |                                                 |                                                         |                                                    |                                                       | Parque eólico Castelo                         |
|                                                                  |                                         |                                                 |                                                         |                                                    |                                                       | Parque eólico Chan Do Tenon                   |
|                                                                  |                                         |                                                 |                                                         |                                                    |                                                       | Parque eólico de Enix                         |
|                                                                  |                                         |                                                 |                                                         |                                                    |                                                       | Parque eólico de Escucha + Sant Just          |
|                                                                  |                                         |                                                 |                                                         |                                                    |                                                       | Parque eólico Leboreiro                       |
|                                                                  |                                         |                                                 |                                                         |                                                    |                                                       | Parque eólico Los Barrancos                   |
|                                                                  |                                         |                                                 |                                                         |                                                    |                                                       | Parque eólico Menaute                         |
|                                                                  |                                         |                                                 |                                                         |                                                    |                                                       | Parque eólico Padul                           |
|                                                                  |                                         |                                                 |                                                         |                                                    |                                                       | Parque eólico Tico                            |
|                                                                  |                                         |                                                 |                                                         |                                                    |                                                       | Parque eólico Pena Revolta                    |
|                                                                  |                                         |                                                 |                                                         |                                                    |                                                       | Parque eólico Peña Armada                     |
|                                                                  |                                         |                                                 |                                                         |                                                    |                                                       | Parque eólico Peña del Gato                   |
|                                                                  |                                         |                                                 |                                                         |                                                    |                                                       | Parque eólico Peña Forcada                    |
|                                                                  |                                         |                                                 |                                                         |                                                    |                                                       | Parque eólico Peña II                         |
|                                                                  |                                         |                                                 |                                                         |                                                    |                                                       | Parque eólico Pesur                           |
|                                                                  |                                         |                                                 |                                                         |                                                    |                                                       | Parque eólico Picazo                          |
|                                                                  |                                         |                                                 |                                                         |                                                    |                                                       | Plata eólica Europea                          |
|                                                                  |                                         |                                                 |                                                         |                                                    |                                                       | Parque eólico Pousadoiro                      |
|                                                                  |                                         |                                                 |                                                         |                                                    |                                                       | Parque eólico Primoral                        |
|                                                                  |                                         |                                                 |                                                         |                                                    |                                                       | Parque eólico Pucheruelo                      |
|                                                                  |                                         |                                                 |                                                         |                                                    |                                                       | Parque eólico San Andrés                      |
|                                                                  |                                         |                                                 |                                                         |                                                    |                                                       | Parque eólico San Francisco de Borja          |
|                                                                  |                                         |                                                 |                                                         |                                                    |                                                       | Parque eólico San Pedro Alarcon               |
|                                                                  |                                         |                                                 |                                                         |                                                    |                                                       | Parque eólico Saso Plano                      |
|                                                                  |                                         |                                                 |                                                         |                                                    |                                                       | Parque eólico Sierra Costera II               |
|                                                                  |                                         |                                                 |                                                         |                                                    |                                                       | Parque eólico Sierra de la Virgen             |
|                                                                  |                                         |                                                 |                                                         |                                                    |                                                       | Parque eólico Sierra de Oriche                |
|                                                                  |                                         |                                                 |                                                         |                                                    |                                                       | Parque eólico Sierra del Madero I y II        |
|                                                                  |                                         |                                                 |                                                         |                                                    |                                                       | Parque eólico Sierra Pelarda                  |
|                                                                  |                                         |                                                 |                                                         |                                                    |                                                       | Parque eólico Touriñan                        |
|                                                                  |                                         |                                                 |                                                         |                                                    |                                                       | Parque eólico Valdesamario                    |
|                                                                  |                                         |                                                 |                                                         |                                                    |                                                       | Parque eólico Valdihuelo                      |
|                                                                  |                                         |                                                 |                                                         |                                                    |                                                       | Parque eólico Viravento                       |
|                                                                  |                                         |                                                 |                                                         |                                                    |                                                       | Parque eólico Arico I y II                    |
|                                                                  |                                         |                                                 |                                                         |                                                    |                                                       | Parque eólico Barranco de Tirajana            |
|                                                                  |                                         |                                                 |                                                         |                                                    |                                                       | Parque eólico Cueva Blanca                    |
|                                                                  |                                         |                                                 |                                                         |                                                    |                                                       | Parque eólico Faro Fuencaliente               |
|                                                                  |                                         |                                                 |                                                         |                                                    |                                                       | Parque eólico Finca San Antonio               |
|                                                                  |                                         |                                                 |                                                         |                                                    |                                                       | Parque eólico de Epina                        |
|                                                                  |                                         |                                                 |                                                         |                                                    |                                                       | Parque eólico de Garafía (Juan Adalid)        |
|                                                                  |                                         |                                                 |                                                         |                                                    |                                                       | Parque eólico Granadilla I y II               |
|                                                                  |                                         |                                                 |                                                         |                                                    |                                                       | Parque eólico Punta de Teno                   |
|                                                                  |                                         |                                                 |                                                         |                                                    |                                                       | Parque eólico Santa Lucía                     |

### Iberoamérica
A comienzos de los años 1990, Endesa consideraba de interés preferente su presencia en Argentina, por el potencial del país y la oportunidad de sus privatizaciones; en Chile, como plataforma de apoyo para operaciones en otros países, junto con empresas chilenas; y en Venezuela, por la abundancia de sus recursos energéticos y por su proyección hacia el área del Caribe, donde contaba con la ventaja de la experiencia en la explotación de sistemas eléctricos insulares. 
Endesa llegó a ser la mayor multinacional eléctrica privada de Iberoamérica, con actividades en Argentina, Brasil, Chile, Colombia y Perú. En la actualidad (2022) ya no tiene presencia en el continente.

## Administración

### Consejo de administración
El consejo de administración de Endesa está compuesto por los siguientes miembros:«Consejo de Administración». endesa.com. Consultado el 12 de septiembre de 2022.
| Cargo              | Denominación                       |
| ------------------ | ---------------------------------- |
| Presidente         | Juan Sánchez-Calero Guilarte       |
| Vicepresidente     | Flavio Cattaneo                    |
| Consejero Delegado | José D. Bogas Gálvez               |
| Vocal              | Stefano de Angelis                 |
| Vocal              | Gianni Vittorio Armani             |
| Vocal              | Eugenia Bieto Caubet               |
| Vocal              | Ignacio Garralda Ruíz de Velasco   |
| Vocal              | Pilar González de Frutos           |
| Vocal              | Francesca Gostinelli               |
| Vocal              | Alicia Koplowitz y Romero de Juseu |
| Vocal              | Francisco de Lacerda               |
| Vocal              | Cristina de Parias Halcón          |
| Secretario         | Borja Acha Besga                   |

### Presidentes
- Pedro López Jiménez (1979-1982)
- Julio Calleja González-Camino (1982-1984)
- Feliciano Fuster (1984-1997)
- Rodolfo Martín Villa (1997-2002)
- Manuel Pizarro (2002-2007)
- José Manuel Entrecanales (2007-2009)
- Borja Prado (2009-2019)
- Juan Sánchez-Calero Guilarte (2019-Actualidad)

## Estructura empresarial
Desde que su capital saliera a bolsa en 1998, forma parte del Ibex 35 y posee el identificador ELE.

### Accionariado
| Matriz   | Sociedad       | % de participación |
| -------- | -------------- | ------------------ |
| Enel SpA | Enel Iberia SL | 70,101%            |

## Patrocinios deportivos

### Baloncesto
El deporte que concentra los principales patrocinios de Endesa es el baloncesto. Es el socio patrocinador principal de la Federación Española de Baloncesto y de todas sus selecciones nacionales desde 2012. A nivel de competiciones de clubes, es patrocinador principal y da el nombre «Liga Endesa», a las dos ligas nacionales de máxima categoría: masculina desde 2011, y femenina desde 2019.

## Polémicas

### Oligopolio
En el sector eléctrico español únicamente existen cinco grandes compañías, dominando tres de ellas el 90% del mercado, Endesa, Iberdrola y Naturgy, de acuerdo con un informe de la Comisión Nacional de Energía (CNE). Según los datos de Eurostat, España es uno de los países de la Unión Europea con la electricidad más cara.
En 2011, la Comisión Nacional del Mercado de Valores impuso una multa de 61 millones de euros a Endesa, Iberdrola, Gas Natural Fenosa (actual Naturgy), Hidroeléctrica del Cantábrico (actual EDP) y E.ON (actual EDP). Se les acusa de haber pactado precios y otras condiciones comerciales, así como de obstaculizar a los usuarios la posibilidad de poder cambiarse de empresa comercializadora, denegando el acceso a los datos de los clientes.

### Contaminación
En 2021 fue la segunda empresa que emitió más toneladas equivalentes de CO2 en España.
La central térmica que Endesa tiene en Carboneras (Almería), es el mayor foco de contaminación de Andalucía. Este análisis se ha realizado por el Observatorio de la Sostenibilidad, a partir de las emisiones verificadas entre 2006 y 2016, e incluidas en el Registro Nacional del Emisiones/RENADE que mide las emisiones en producción de energía, industria del petróleo, cementeras, empresas cerámicas y otras instalaciones industriales.
En 2019, Endesa solicita la autorización para la desconexión de la central de Carboneras procediendo a su desconexión en diciembre de 2021 tras recibir la autorización por parte del Gobierno Español.

### Puertas giratorias
Desde numerosos ámbitos, incluida la oposición política, se han levantado voces contra el hecho de que en las empresas eléctricas españolas acaben como directivos numerosos políticos que habrían favorecido a estas empresas desde sus antiguos cargos («puertas giratorias»). Esta situación fue, entre otros, denunciada por el secretario general de Podemos, Pablo Iglesias Turrión, aunque, pocos meses después, un asesor próximo al citado partido terminó en el consejo de administración de esa misma eléctrica.

### Beneficios caídos del cielo
Debido al sistema marginalista del mercado mayorista de la electricidad en España, se venden las energías más baratas de producir al precio de las más caras. Las eléctricas consiguen, por tanto, unos márgenes de beneficio desproporcionados. Se conocen como windfall profits, beneficios caídos del cielo. Joan Baldoví, diputado de Compromís por la provincia de Valencia en el Congreso de los Diputados, saltó a la escena mediática criticando que "pagamos un bocata de calamares a precio de caviar iraní" y añadió que "hay que acabar de una vez con este timo. Hay que hacer auditorías para saber lo que cuesta la luz y pagar por lo que vale realmente".
El 13 de septiembre de 2021, el gobierno presidido por Pedro Sánchez, del Partido Socialista Obrero Español y Podemos, anunció que recortaría estos beneficios para atenuar la subida del precio de la luz ocasionada por la subida histórica de los precios del gas. La patronal del sector de la energía núclear respondió amenazando con el cierre anticipado de las centrales nucleares. El decreto para realizar el recorte fue aprobado en el Congreso de los Diputados el 15 de octubre de 2021. PNV, Junts y PDeCAT se abstuvieron. PP, Vox y Ciudadanos votaron en contra.